# Zoltán Kovács (Sportschütze)
Zoltán Kovács (* 2. Januar 1964 in Budapest) ist ein ehemaliger ungarischer Sportschütze.

## Erfolge
Zoltán Kovács wurde 1986 in Suhl und 1990 in Moskau im Mannschaftswettbewerb mit der Schnellfeuerpistole Vizeweltmeister. Dazwischen nahm er an den Olympischen Spielen 1988 in Seoul teil, bei denen er sich mit 594 Punkten für das Finale qualifizierte. In diesem erzielte er 99 weitere Punkte, sodass er mit insgesamt 693 Punkten hinter Afanasijs Kuzmins und Ralf Schumann Dritter wurde und damit die Bronzemedaille gewann.